# Таковщина
Таковщина — (біл. вёска Такоўшчина), село (веска) в складі Логойського району розташоване в Мінській області Білорусі, підпорядковане Швабській сільській раді.
Село Таковщина розташоване в центральних районах Білорусі, в північній частині Мінської області - орієнтовне розташування [Архівовано 11 червня 2020 у Wayback Machine.].